# Ituna Valley
Das Ituna Valley ist ein schmales und eisfreies Tal im Australischen Antarktis-Territorium. In der Britannia Range liegt es zwischen dem Isca Valley und dem Lemanis Valley. Das Tal öffnet sich 13 km westnordwestlich des Derrick Peak in nördlicher Richtung zum Hatherton-Gletscher.
Eine Mannschaft neuseeländischer Geologen der University of Waikato, die in diesem Gebiet zwischen 1978 und 1979 Untersuchungen durchführte, benannte das Tal in Anlehnung an die Benennung des River Eden in der englischen Grafschaft Cumbria zu römischer Zeit.